# ورچنی
ورچنی (به فرانسوی: Vercheny) یک کمون در فرانسه است که در Canton of Saillans واقع شده‌است.

## خصوصیات
ورچنی ۱۱٫۱۹ کیلومترمربع مساحت و ۴۳۷ نفر جمعیت دارد و ۳۰۶ متر بالاتر از سطح دریا واقع شده‌است.